# Vassoura de banho

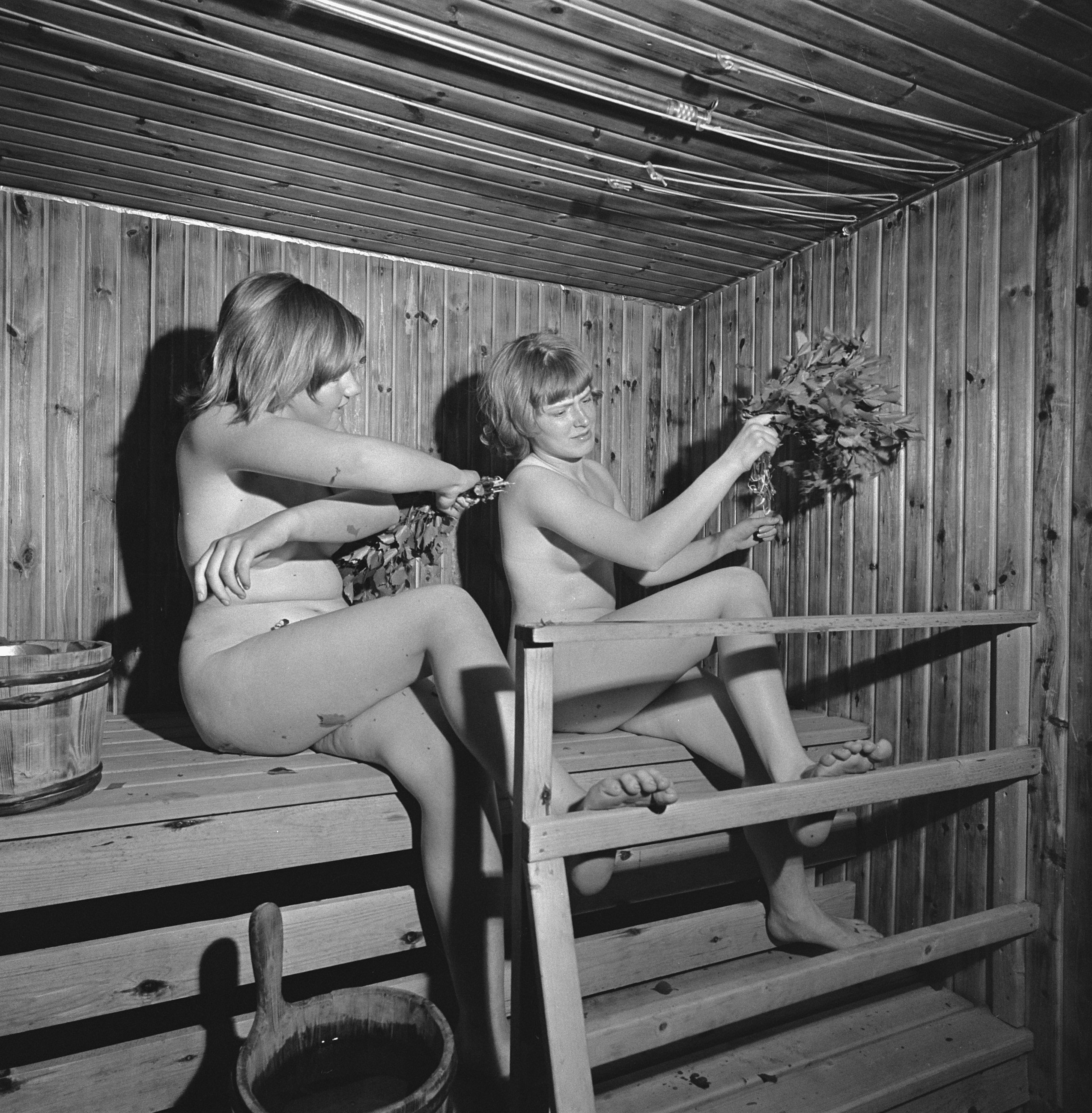
Mulheres na sauna com Vihtas em meados do século 20 na Finlândia.

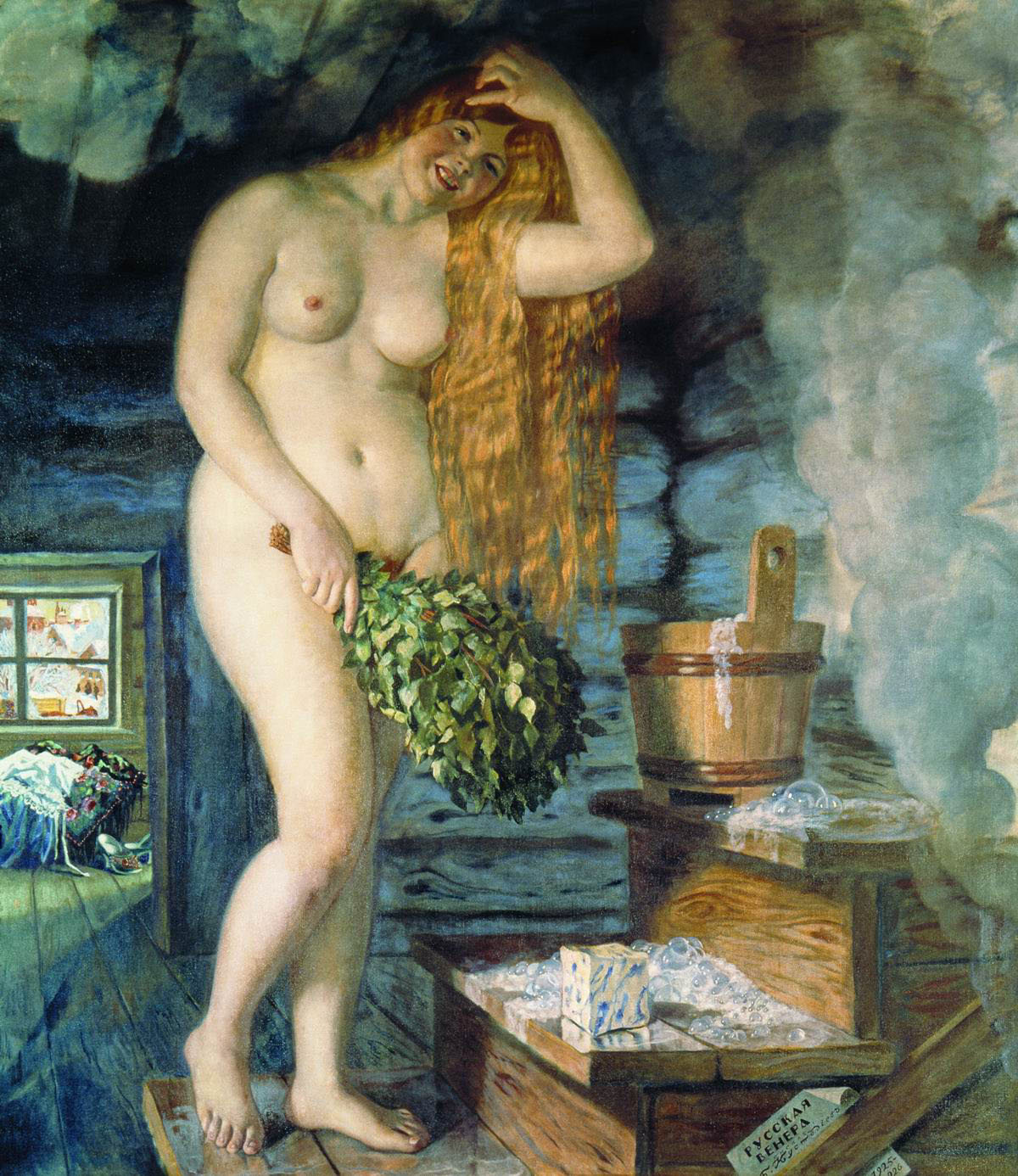
Boris Kustodiyev, a Vênus Russa (1925–1926)

Vassoura de banho (russo; em finlandês:  vasta ou vihta; em estoniano:  viht; em lituano:  vanta) é uma vassoura que se usa para banhos em saunas, como as banyas russas.

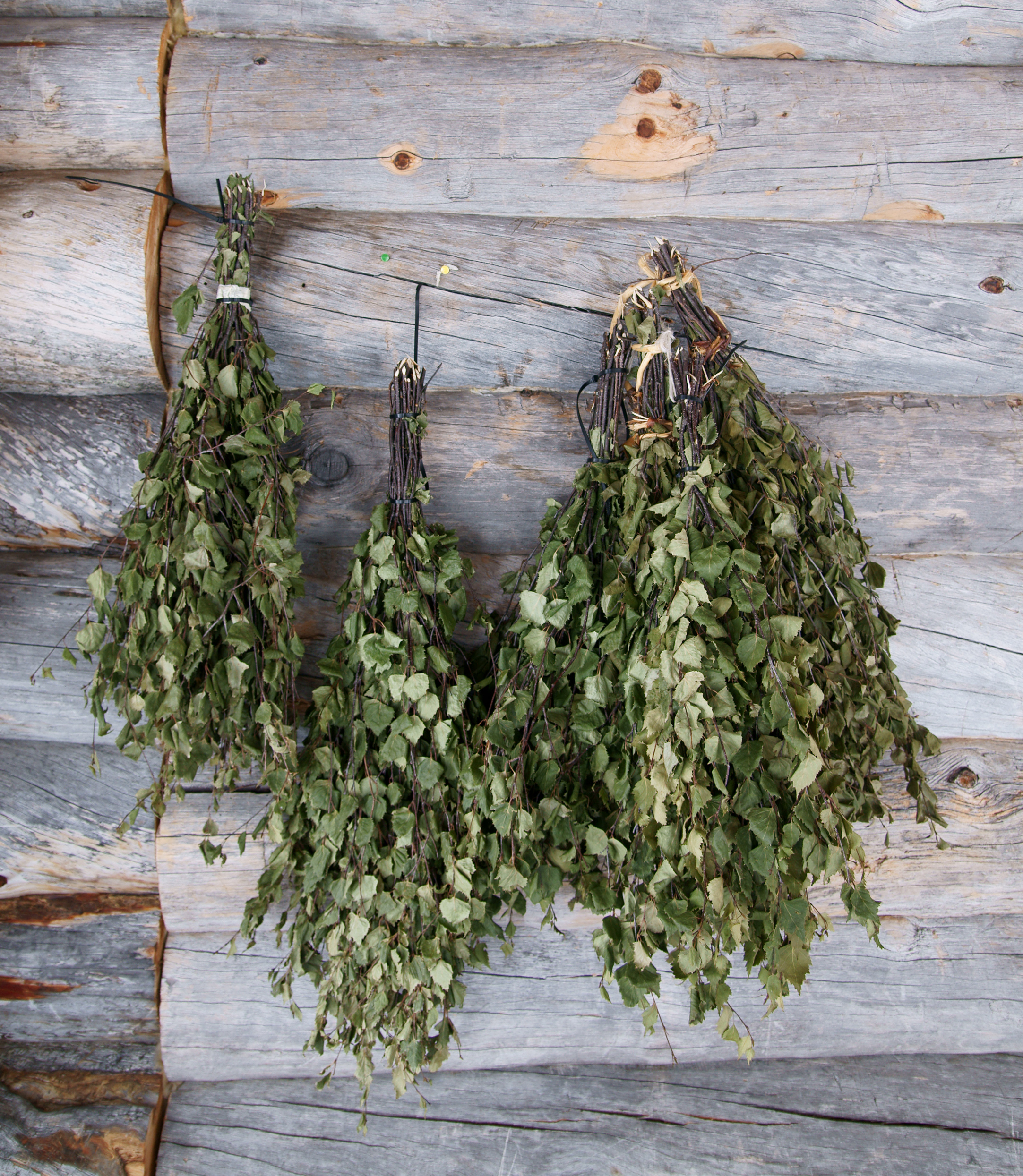
Bétula finlandesa vihta

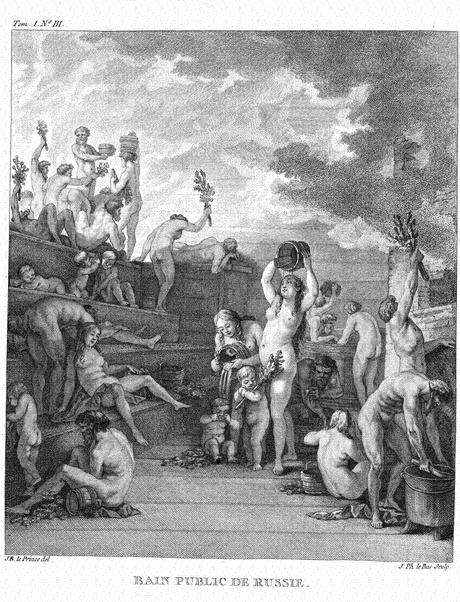
Jean-Baptiste Le Prince, um banya público (1760)